# Asmate cancellaria
Asmate cancellaria är en fjärilsart som beskrevs av Jacob Hübner 1800-1808. Asmate cancellaria ingår i släktet Asmate och familjen mätare. Inga underarter finns listade i Catalogue of Life.